# Гоголевский (Краснодарский край)
Гоголевский — хутор в Отрадненском районе Краснодарского края.
Входит в состав Красногвардейского сельского поселения.

## География
Единственная улица хутора носит название Садовая.

## Население
| 2002 | 2010 |
| ---- | ---- |
| 19   | ↘18  |